# Distretto di Pingqiao
Il distretto di Pingqiao (平桥区S, Píngqiáo QūP) è un distretto della Cina, situato nella provincia di Henan e amministrato dalla prefettura di Xinyang.